# Gabriele Hirschbichler
Gabriele Renate Hirschbichler (ur. 26 grudnia 1983 w Traunstein) – niemiecka łyżwiarka szybka.
Hirschbichler uczestniczyła w Zimowych Igrzyskach Olimpijskich 2014 w Soczi. Wzięła tam udział w trzech konkurencjach łyżwiarstwa szybkiego: biegu na 500 m (34. miejsce), biegu na 1000 m (26. miejsce) oraz biegu na 1500 m (30. miejsce).
Brała także udział w igrzyskach w Pjongczang w 2018 roku.